# Ногти

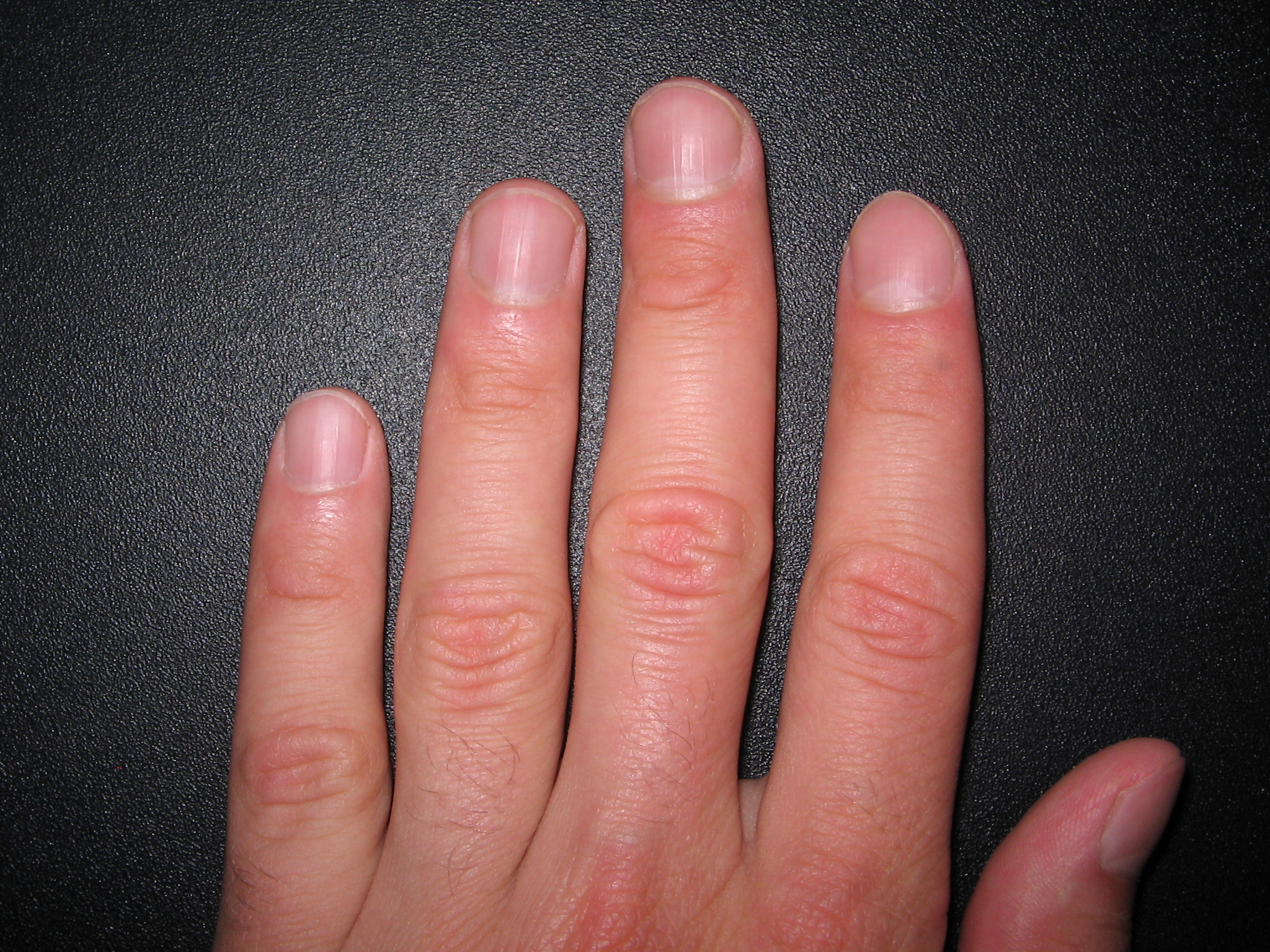
Ногти на руках человека

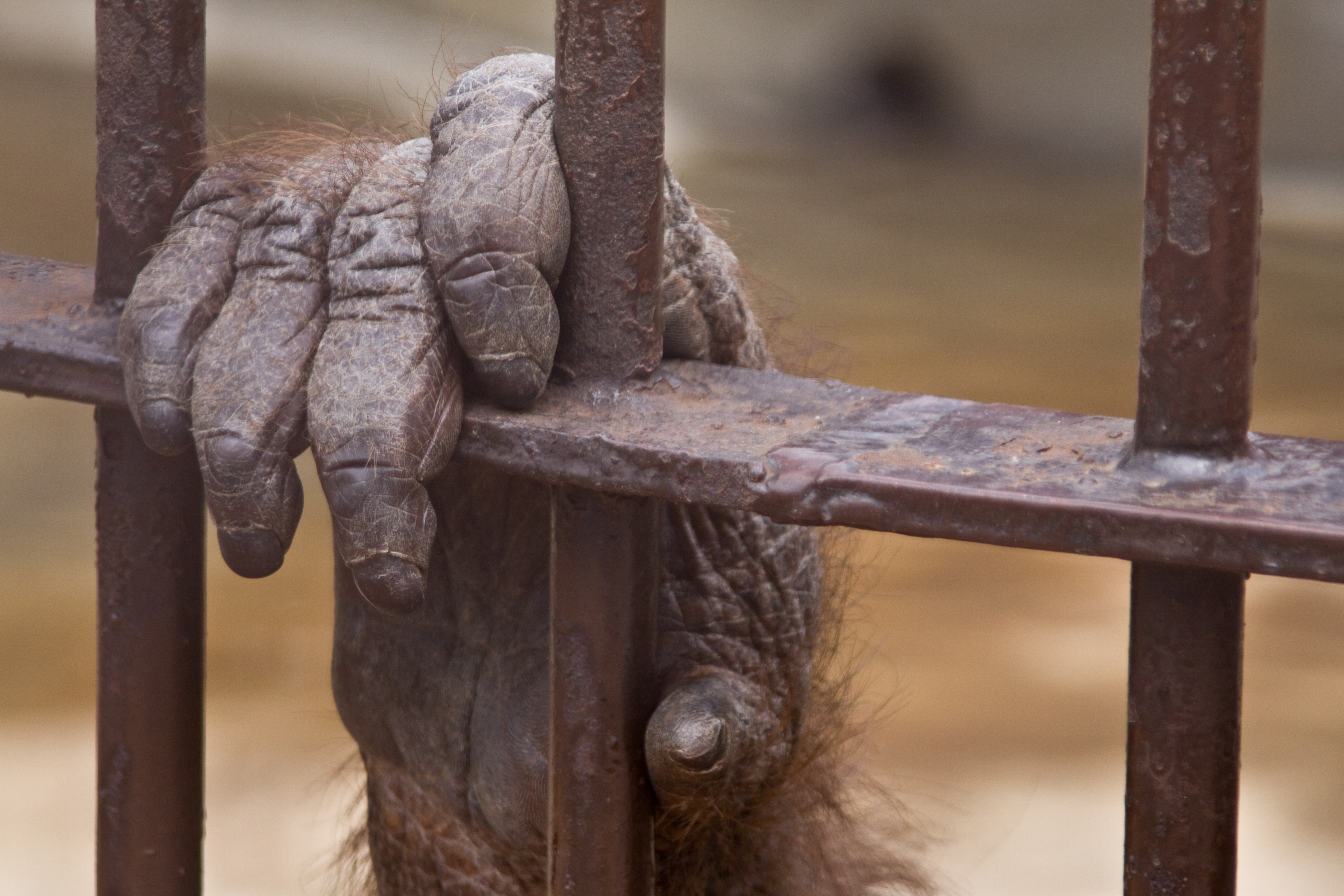
Ногти на руке орангутана

Но́гти [unguis (PNA); ungues (JNA, BNA)] — придатки кожи в виде плотных роговых пластинок (гомолог когтей) на тыльной поверхности концов пальцев верхних и нижних конечностей человека и большинства приматов. Ногти являются производными эпидермиса. Ногти на руках и ногах состоят из прочного защитного белка, называемого альфа-кератином, который представляет собой полимер. Альфа-кератин содержится в копытах, когтях и рогах позвоночных.
Онихология — официальная наука, занимающаяся диагностикой состояния ногтей.

## Строение ногтя
Ноготь состоит из ногтевой пластины, матрицы ногтя и ногтевого ложа под ней, а также окружающих его складок.
Передний край ногтевой пластинки свободен, задний и боковые края окружены кожной складкой. Верхняя часть кожной складки надвигается на ногтевую пластинку и носит название проксимальный валик (эпонихий), который выполняет защитную роль, не давая инородным телам и бактериям проникнуть к ростковой зоне ногтя. Край валика представляет собой ороговевшие (мёртвые) клетки. Высыхая, а затем отслаиваясь, этот край даёт начало заусеницам.
Различают тело и корень ногтя. Корнем ногтя называется задняя часть ногтевой пластинки под проксимальным ногтевым валиком. Лишь небольшая часть корня ногтя выступает из-под ногтевого валика в виде беловатого участка полулунной формы (лунка ногтя).
Корень ногтя лежит на задней части ногтевого ложа и называется матрикс. Матрикс — место образования ногтевой пластинки; она состоит из эпителиальных клеток. В шиповидном слое этих клеток есть онихобласты — клетки, образующие ноготь, которые превращаются в роговые пластинки ногтя.
Основа ногтевой пластинки — кератин — белок, присутствующий и в коже. Из него же образуются волосы. Плотность кератина в ногтях и волосах обусловлена тем, что в этом белке присутствует значительное количество атомов серы. Образующиеся между молекулами связи укрепляют белок, делая его твёрдым. Во многом количество серы (а точнее, цистеина, аминокислоты, в которую входит сера) определяется не только её содержанием в организме, но и наследственными особенностями. Так, у некоторых людей концентрация цистеина более высокая, что делает ногти твёрдыми.
Между слоями кератина располагаются тонкие прослойки жира и воды. Именно эти прослойки придают ногтевой пластинке эластичность и блеск. Ноготь может впитывать воду, при этом увеличивая свою толщину. Поэтому у людей, часто контактирующих с водой, ногти становятся мягкими и толстыми.
Помимо серы в здоровом ногте содержатся другие микроэлементы — кальций, хром, фосфор, селен, цинк и железо. Их отсутствие делает ноготь больным и хрупким.

## Рост ногтей
У человека ногти начинают развиваться на 3-м месяце внутриутробной жизни, вследствие медленного роста достигают концов пальцев только к моменту рождения.
Ногти растут медленнее, чем волосы. В среднем за неделю ногти рук отрастают на 1-2 мм, а ногти ног — на 0,25-1 мм. Полное обновление ногтя происходит в среднем раз в полгода. Гормональные изменения (подростковый возраст, период перед менструацией, беременность, в весеннее время) могут влиять на скорость роста ногтя, как и деятельность, приводящая к стачиванию ногтей (печатание на машинке, привычка постоянно грызть ногти, массаж рук и др.). Замедляет рост ногтей чрезмерно строгая диета (с малым содержанием жиров, белков, витаминов) и болезни, сопровождающиеся нарушением кровообращения и обмена веществ. Ногтевая пластина в норме (ровная, гладкая, розовая, слегка блестящая) имеет толщину 0,3 мм.
По сообщению белорусского агентства «Интерфакс-Запад», ногти растут быстрее:
- у женщин, чем у мужчин;
- летом, чем зимой;
- на рабочей руке;
- на безымянном пальце.

## Патологии
Заболевания ногтевой пластинки и ногтевых валиков, ногтевого ложа (онихии) — паронихии, могут быть врождёнными (встречаются редко) и приобретёнными (чаще встречаются поражения, обусловленные трофическими расстройствами в области ногтевого матрикса с временным нарушением его функции). Ногти — хороший индикатор состояния здоровья организма: их состояние прямо указывает на дефицит определённых веществ.

## Клиническое значение
Медицинские работники (в том числе врачи скорой помощи) часто используют ногтевые ложа для неинвазивного определения степени насыщения крови кислородом. Для этого применяется специальный прибор — пульсоксиметр.
Запись роста ногтей может показать историю недавних нарушений здоровья и физиологического дисбаланса и использовалась в качестве диагностического инструмента с древних времён.
На ногтях могут образовываться глубокие горизонтально-поперечные бороздки, известные как «линии Бо» (горизонтальные, а не вдоль ногтя от кутикулы до кончика). Эти морщинки обычно являются естественным следствием старения, хотя могут быть результатом болезни. Изменение цвета, истончение, утолщение, ломкость, расщепление, бороздки, линии Миса, маленькие белые пятна, отступившая лунка, выпуклость и вогнутость могут указывать на болезнь других частей тела, нехватку питательных веществ, местную травму или негативную реакцию на лекарства.
Ногти также могут утолщаться (онихогрифоз), ослабевать (онихолизис), инфицироваться грибком (онихомикоз) или дегенерировать (ониходистрофия). Распространенное заболевание — врастание ногтей на ногах (онихокриптоз).

### Гигиена ногтя
Гигиена ногтей подразумевает мытьё рук с мылом и щёткой, очистку подногтевых пространств, регулярную стрижку ногтей. Уход должен быть регулярным.

## Мода

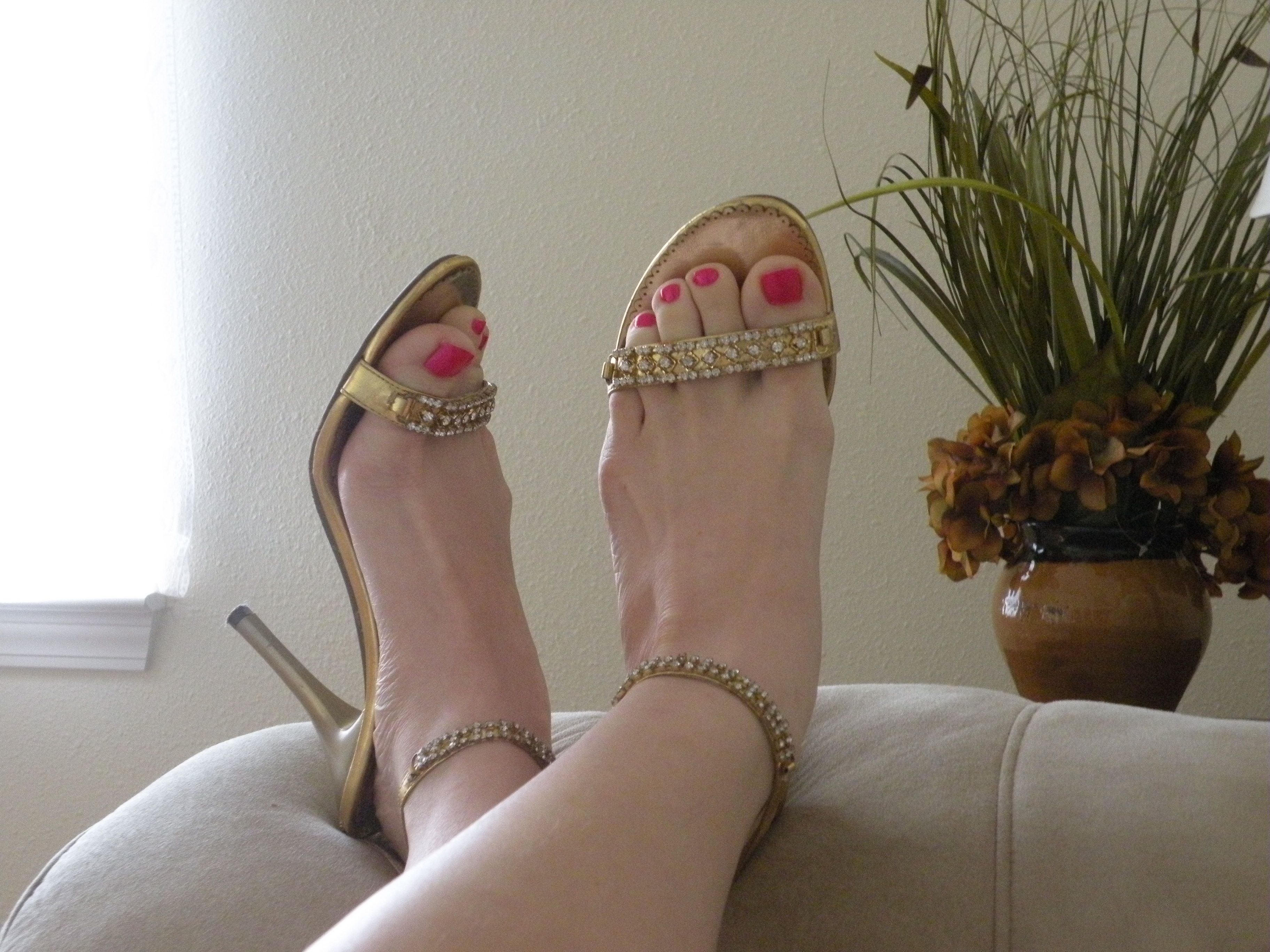
Ногти на ногах окрашены в пурпурный цвет

Кусачки для ногтей

Маникюр (для рук) и педикюр (для ног) — это оздоровительные и косметические процедуры для ухода за ногтями, стрижки и покраски, а также для лечения мозолей. Специалистам требуются различные инструменты, такие как ножницы для кутикулы, маникюрные ножницы, кусачки и пилки для ногтей. В косметических целях искусственные ногти также можно закрепить на настоящие.
Человека, занимающегося стрижкой, приданием формы и уходом за ногтями, а также нанесением накладок, таких как акрил и УФ-гель, иногда называют мастером по маникюру. Местом, где работает мастер по маникюру, может быть маникюрный салон, маникюрный магазин или маникюрный бар.

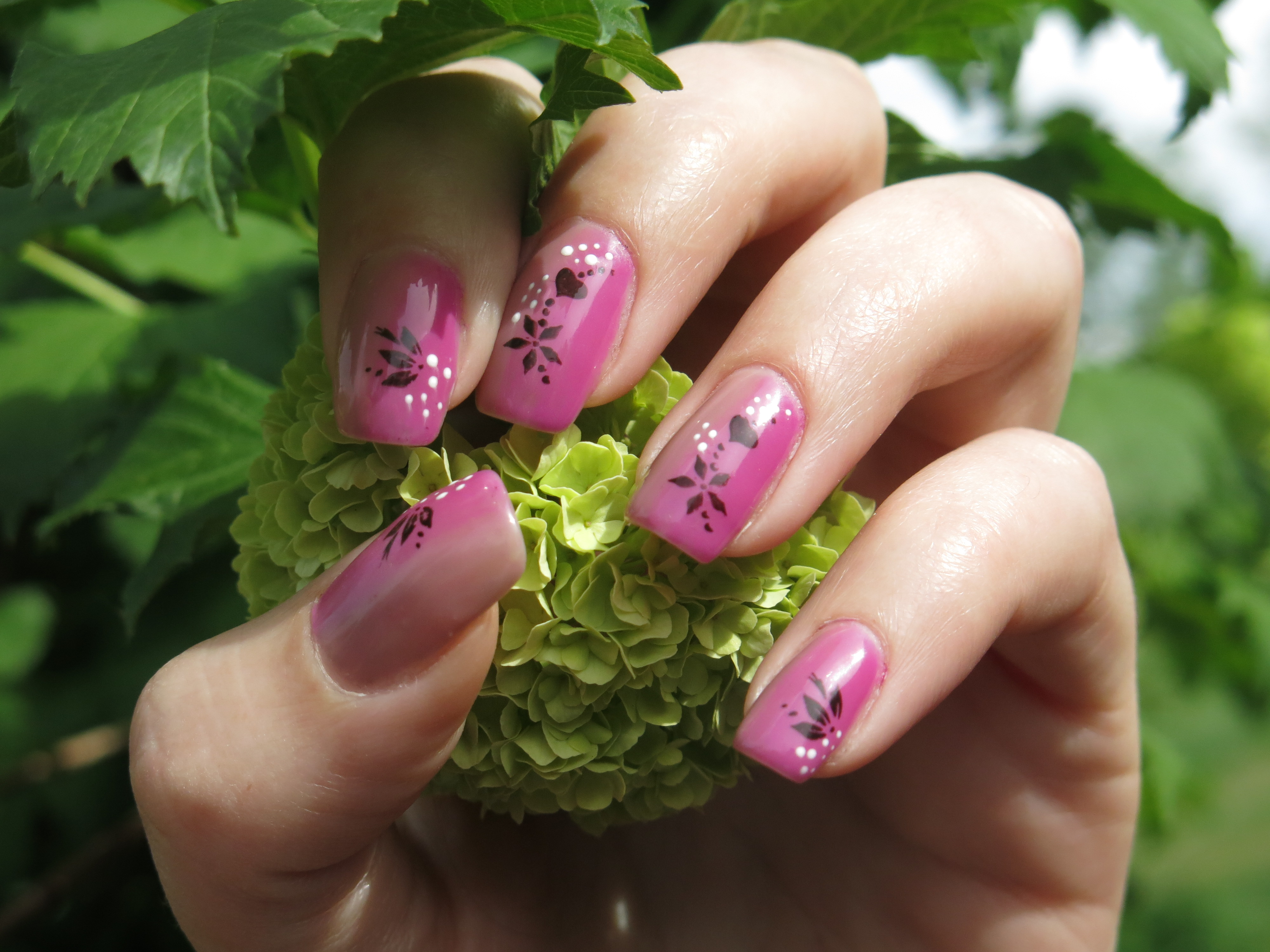
Нейл-арт

Акриловые ногти изготовлены из акрилового стекла (ПММА). Когда он смешивается с жидким мономером (обычно этилметакрилат, смешанный с некоторым ингибитором), он образует податливый шарик. Эта смесь немедленно начинает отвердевать и полностью затвердевает через несколько минут. Продолжительность использования акриловых ногтей — до 21 дня. Для придания цвета акриловым ногтям можно применять гель-лак, лак для ногтей и пудру или блестки для ряда дизайнерских решений.
Покраска ногтей цветным лаком (также именуемого лаком для ногтей) для улучшения внешнего вида — обычная практика, восходящая как минимум к 3000 году до нашей эры. С появлением смартфонов некоторые аналитики отметили тенденцию к нелфи (селфи на ногтях), где люди делятся своим нейл-артом в Интернете.
Гелевое наращивание ногтей или технология гель-лака требует специальных инструментов, в том числе УФ-лампу с длиной волны около 365 нм для отвердения фотополимерных смол. Такие произведения держатся дольше обычного лака для ногтей и не скалываются. Они имеют глянцевую поверхность и сохраняются в течение двух-трёх недель.

### Рекорды длины
Книга рекордов Гиннесса начала отслеживать рекордную длину ногтей в 1955 году, когда у китайского священника были зарегистрированы ногти длиной 57,79 см.
Текущий рекордсмен среди мужчин — Шридхар Чиллал из Индии, который установил рекорд в 1998 году, имея в общей сложности 615,32 см ногтей на левой руке. Его самый длинный ноготь на большом пальце составлял 146,3 см в длину.
Рекордсменкой среди женщин является Ли Редмонд из США, которая установила рекорд в 2001 году и по состоянию на 2008 год имела ногти общей длиной 850 см на обеих руках, а самый длинный ноготь на большом пальце правой руки был длиной 89 см.